# گیلبرتو اولیویرا سوزا جونیور
گیلبرتو اولیویرا سوزا جونیور (به پرتغالی: Gilberto Oliveira Souza Júnior) مهاجم اهل برزیل است که در شهر Piranhas و در تاریخ ۵ ژوئن ۱۹۸۹ به دنیا آمده‌است.
گیلبرتو اولیویرا سوزا جونیور در تیم‌های فوتبال سانتاکروز سابقهٔ حضور دارد.